# Усаковка
Усаковка (каз. Усаков) — село в Фёдоровском районе Костанайской области Казахстана. Входит в состав Вишнёвого сельского округа. Расположено примерно в 72 км к северо-востоку от районного центра, села Фёдоровка. Код КАТО — 396837500.

## Население
В 1999 году население села составляло 232 человека (109 мужчин и 123 женщины). По данным переписи 2009 года, в селе проживало 135 человек (66 мужчин и 69 женщин). По данным переписи 2021 года, в селе проживали 80 человек (43 мужчины и 37 женщин).